# Typophyllum pseudocinnamum
Typophyllum pseudocinnamum är en insektsart som beskrevs av Vignon 1926. Typophyllum pseudocinnamum ingår i släktet Typophyllum och familjen vårtbitare. Inga underarter finns listade i Catalogue of Life.